# Mega Man 10
Mega Man 10, conocido en Japón como Rockman 10: Uchū kara no Kyōi!! (ロックマン10 宇宙からの脅威!! Rokkuman 10: Uchū kara no Kyōi!!?, lit. "Rockman 10: ¡¡Amenaza del espacio exterior!!"), es un videojuego de plataformas desarrollado por Capcom. Es el décimo juego principal en la serie clásica de Mega Man (sin incluir Mega Man & Bass). Como su predecesor Mega Man 9, es un juego descargable mediante las plataformas virtuales WiiWare, PlayStation Network y Xbox Live Arcade- y trata de recrear el aspecto técnico y estético de los Mega Man de NES.

## Argumento
Un virus robótico conocido como Roboenza comienza a infectar robots, haciendo que funcionen mal, y Roll es una de las víctimas. Un mes después del brote, 8 de los robots se vuelven locos e intentan apoderarse del mundo. Dr. Wily visita a Mega Man y Dr. Light asegurándoles que estaba construyendo una máquina que le ayude a crear la medicina que cure la enfermedad de los robots antes de que uno de los robots infectados lo atacara. A regañadientes, Mega Man acepta ayudar al Dr. Wily a recuperar la máquina y luego se encuentra con Proto Man, quién decide unirse a él. Mientras tanto, Bass se pone en camino por su cuenta para desafiar a estos nuevos robots. Cuando Mega Man ha completado la mitad de su viaje, Dr. Wily completa un prototipo del antídoto, y se lo da a Roll. Tras haber derrotado a los 8 Robot Masters, el propio Mega Man parece haber contraído la Roboenza, y todo parece perdido después de que Dr. Wily aparezca en televisión y revele que él creó el virus y que sólo desarrolló una cura para poder chantajear a todos los robots infectados para que trabajen para él. Tras esto, Roll le da a Mega Man su medicina, diciendo que ella la había preservado por si traían a un robot verdaderamente enfermo. Mega Man toma la medicina de Roll de modo que pueda ir a derrotar a Wily y traer suficiente medicina para todos. Durante el asalto a la fortaleza, Proto Man también es infectado por la Roboenza, pero es salvado por Mega Man, que tenía una muestra extra del antídoto. Algo similar le sucede a Bass, siendo en este caso Treble el que le proporciona la cura, tras haber robado una muestra a Wily antes de que se fuera. Tras perseguir a Wily desde su nueva fortaleza hasta su base en el espacio y derrotarlo de nuevo, los héroes descubren que, irónicamente, el propio Wily ha enfermado peligrosamente. Incapaces de dejarlo morir, lo llevan al hospital, de donde huye unos días después. Sorprendentemente, quizás por sentirse en deuda por haber salvado su vida, Wily deja suficiente medicina para curar a los robots infectados.

## Jugabilidad
Mega Man 10 tiene 3 personajes jugables: Mega Man, Proto Man, y Bass (vía contenido descargable). Los Robot Masters en el juego son Sheep Man, Commando Man, Blade Man, Strike Man, Solar Man, Chill Man, Nitro Man, y Pump Man. En el juego también se incluye un modo fácil. De modo similar a una característica ofrecida en Mega Man Powered Up, esta opción altera niveles, por ejemplo colocando plataformas encima de los fosos con pinchos, reduciendo la Inteligencia artificial o disminuyendo el daño que Mega Man recibe, así como añadiendo power-ups en ciertas partes de cada nivel que restauran la salud. También análogamente a Powered Up, hay un modo Challenge en el cual los jugadores podrán poner a prueba sus habilidades en 88 mini-fases, que típicamente exigen a Mega Man alcanzar una meta o derrotar un enemigo. Muchos de estos desafíos requieren que Mega Man complete la fase sin recibir daño para poder recibir el máximo crédito, una corona de oro, aunque sólo con completar la fase ya se obtiene la corona de plata. Las características recuperadas de anteriores juegos incluyen una tienda de ítems entre niveles y contenido descargable. Los jugadores también pueden cambiar de arma durante el juego entre aquellas de las que dispongan sin necesidad de entrar en el menú de armas.

## Robots Masters
| Robot Maestro | Arma            | Debilidad       | N.º de serie |
| ------------- | --------------- | --------------- | ------------ |
| Blade Man     | Triple Blade    | Commando Bomb   | DWN. 073     |
| Pump Man      | Water Shield    | Thunder Wool    | DWN. 074     |
| Commando Man  | Commando Bomb   | Wheel Cutter    | DWN. 075     |
| Chill Man     | Chill Spike     | Solar Blaze     | DWN. 076     |
| Sheep Man     | Thunder Wool    | Rebound Striker | DWN. 077     |
| Strike Man    | Rebound Striker | Triple Blade    | DWN. 078     |
| Nitro Man     | Wheel Cutter    | Chill Spike     | DWN. 079     |
| Solar Man     | Solar Blaze     | Water Shield    | DWN. 080     |

## Jefes de la fortaleza
| Escenario | Nombre                             | Debilidad                                               |
| --------- | ---------------------------------- | ------------------------------------------------------- |
| 1         | Weapons Archive                    | Varios                                                  |
| 2         | Crab Puncher                       | Commando Bomb                                           |
| 3         | Block Devil                        | Rebound Striker                                         |
| 4         | Repaso de Jefes Máquina de Wily 10 | Varios Solar Blaze (1.ª Forma) Water Shield (2.ª Forma) |
| 5         | Wily Cápsula 7                     | Chill Spike                                             |

## Jefes de los escenarios especiales
| Nombre  | Arma Especial   | Debilidad       |
| ------- | --------------- | --------------- |
| Enker   | Mirror Buster   | Ballade Cracker |
| Punk    | Screw Crusher   | Mirror Buster   |
| Ballade | Ballade Cracker | Screw Crusher   |

## Contenido descargable
| Modo                     | Precio                          | Día de Lanzamiento                        | Descripción                                                              |
| ------------------------ | ------------------------------- | ----------------------------------------- | ------------------------------------------------------------------------ |
| Modo Bass                | 200 Wii Puntos/160 MS Puntos/$2 | 5 de abril del 2010/9 de abril del 2010   | Bass se convierte en un personaje jugable.                               |
| Escenario Especial 1     | 100 Wii Puntos/80 MS Puntos/$1  | 5 de abril del 2010/9 de abril del 2010   | Escenario Extra que contiene a Enker como Jefe.                          |
| Escenario Especial 2     | 100 Wii Puntos/80 MS Puntos/$1  | 26 de abril del 2010/30 de abril del 2010 | Escenario Extra que contiene a Punk como Jefe.                           |
| Escenario Especial 3     | 100 Wii Puntos/80 MS Puntos/$1  | 26 de abril del 2010/30 de abril del 2010 | Escenario Extra que contiene a Ballade como Jefe.                        |
| Modo Ataque Interminable | 300 Wii Puntos/240 MS Puntos/$3 | 26 de abril del 2010/30 de abril del 2010 | Un escenario infinito, donde el objetivo es llegar lo más lejos posible. |

## Curiosidades
- En la portada americana y arte promocional del juego, se pueden ver a Sheep Man, Solar Man y Blade Man, similar a la portada de Mega Man 3 en donde se puede ver a Top Man y Spark Man con características más robóticas que humanas.
- Blade Man y Blade Man (PC) (de Mega Man 3 (PC) comparten el mismo nombre.
- Es el primer juego de la saga en tener SoundTracks únicos para los Robot Masters, el Wily Castillo, la Wily Machine y Wily Capsule.
- Si descargas a Bass en la tienda de Mega Man 10, en la pantalla de título podremos ver su rostro al lado de Proto Man. A diferencia de la jugabilidad de Proto Man en Mega Man 9, Bass tiene su propia tienda de ítems en donde aparece Reggae, y también una escena del Wily Castillo en donde se le puede ver a Treble dándole la medicina a Bass para curarlo (muy similar a la escena de Proto Man y Mega Man). Un problema es que No interactúa con Proto Man y Mega Man (héroes principales de este título).
- Es el único juego de la saga en donde se presenta otro personaje además de Mega Man en la pantalla de título.
- Los Escenarios Especiales de los Mega Man Killers, son remakes de sus escenarios originales de la Game Boy, con cambios y color. Si derrotas a cualquiera de ellos, obtendrás su arma y puedes usarla no solo en el Ataque Interminable y Carrera contra el Tiempo, sino también en el modo historia del juego.
- Es el único título de la saga en donde puedes terminarte el juego usando sólo el Mega Buster (sin necesidad de Rush, en caso de Proto Man con su Proto Jet y Proto Coil) y las Armas Especiales.
- Por error, en la página oficial de Capcom en inglés, utilizaron sprites del Fan-Game Mega Man Unlimited (que en ese entonces también se llamaba Mega Man 10).
- Es el único juego de la saga clásica de Mega Man en utilizar dos fondos de pantalla diferentes para un solo Wily Castillo.
- Tiene un récord de mayor número de temas musicales para jefes: uno para los Robot Masters, otro para los Jefes de la Fortaleza, y otros dos temas únicos: uno para la Wily Máquina, y otro para la Wily Cápsula.
- Es también el único juego de la saga clásica en presentar a los Mega Man Killers, ya que estos eran personajes exclusivos de la serie Spin-Off de Game Boy hasta su aparición en este mismo juego.